# Margarita Sturesson

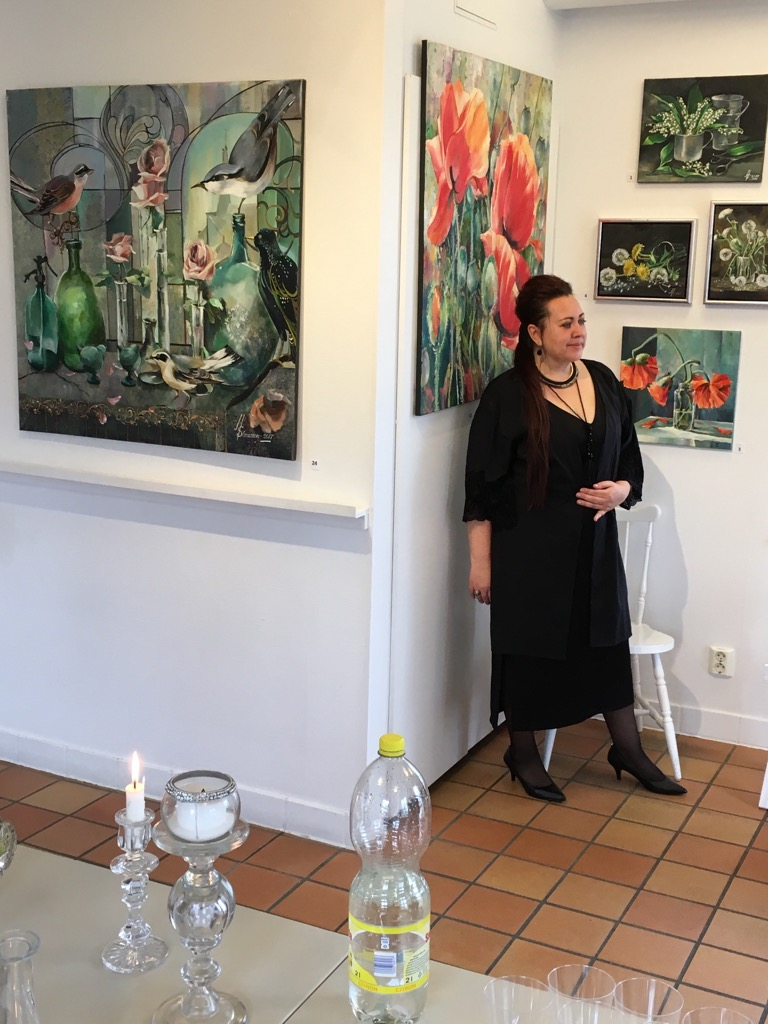
Margarita Sturesson på sin egen utställning 'Inspiration', Galleri Cupé i Västervik, oktober 2017

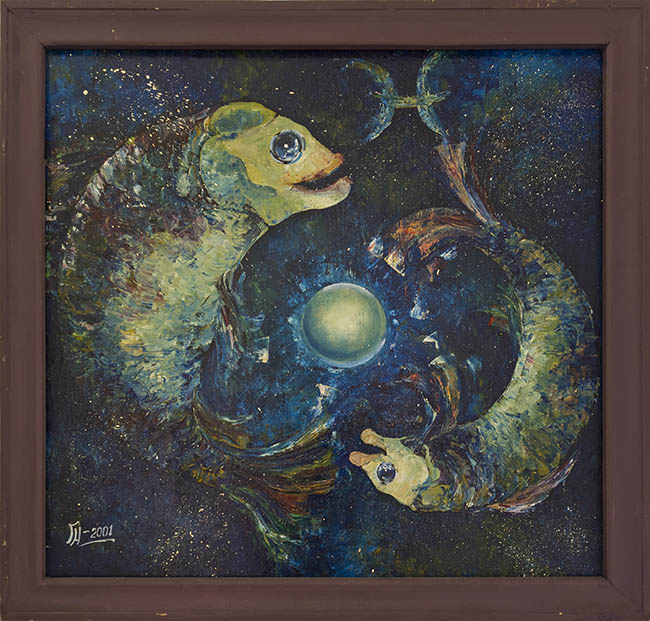
Oljemålning av Margarita Sturesson, Hänger på 'Volgodonsk Art Museum' i Ryssland

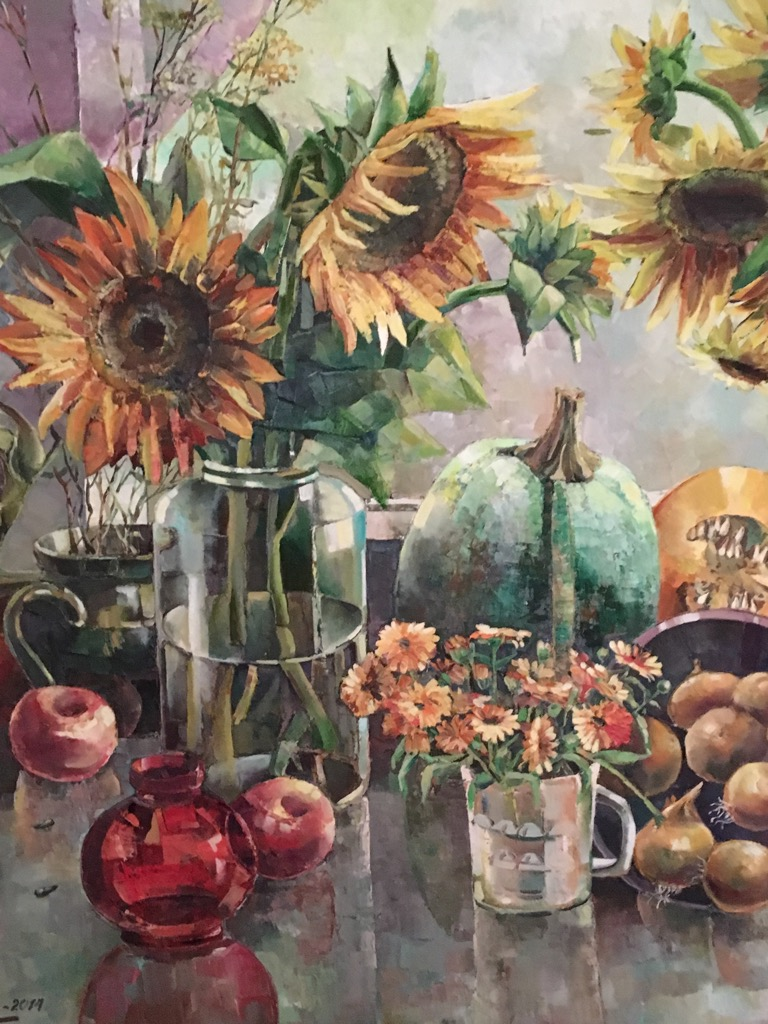
Stilleben, Oljefärger, av Margarita Sturesson

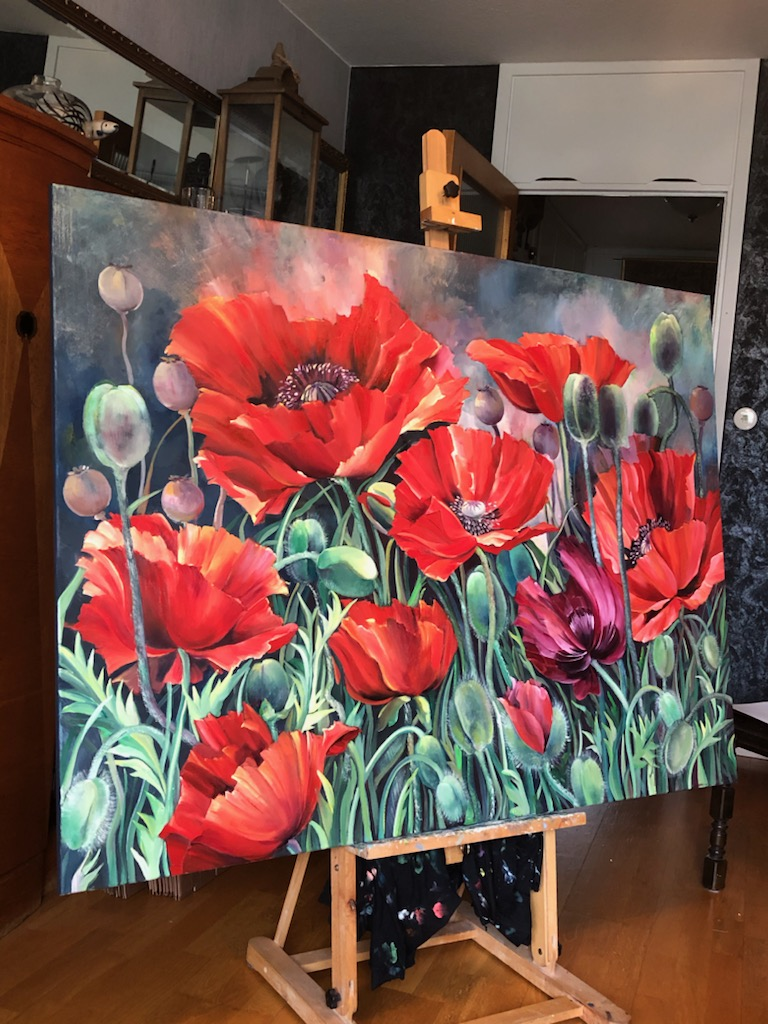
Oljemålning, Stilleben, av Margarita Sturesson

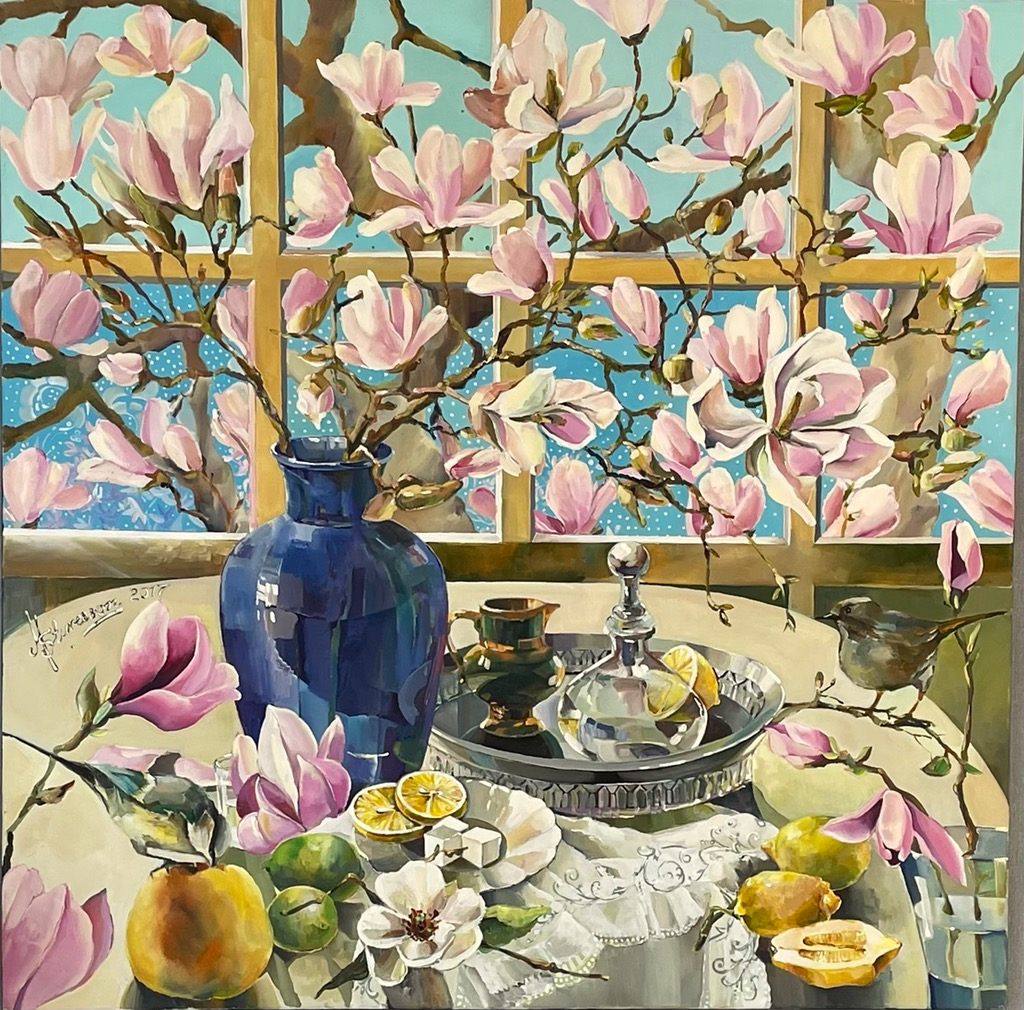
Blandad stil mellan stilleben och kubism, av Margarita Sturesson

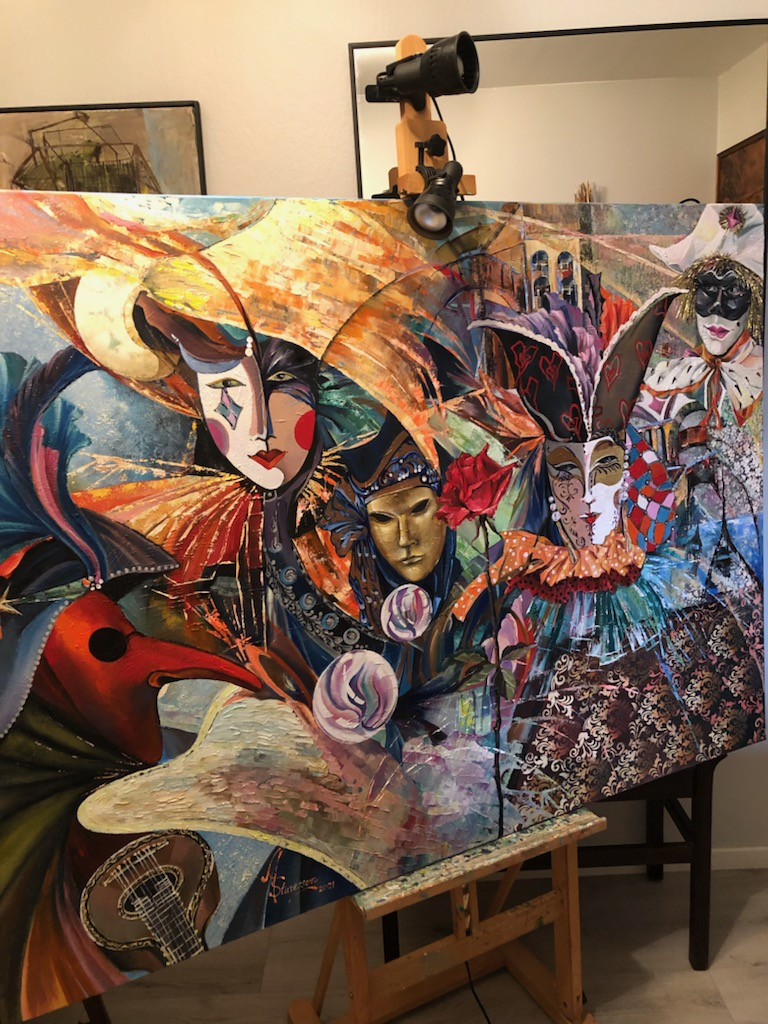
Ett av Margaritas mer surrealistiska verk

Margarita Sturesson, född 28 januari 1971, med efternamnet Gerasimova, är en svensk konstnär och bildlärare verksam i Västervik.

## Biografi
Margarita är uppvuxen i Taganrog och Volgodonsk i södra Ryssland.När hon blev elva år bestämde hon sig för att bli konstnär, varav hon började gå på konstskola tre dagar i veckan. Detta fortsatte hon med i fyra år. Hon utbildade sig senare till konstnär och bildlärare på universitet i Vitebsk i Belarus, 1990-1995. Där blev hon sedan kvar och jobbade som bildlärare i tretton år.
I juni 2003 flyttade Margarita till Västervik, Sverige. Sedan dess har hon haft utställningar i Västervik, Högsby, Ankarsrum, Stockholm, Gamleby och Nässjö. 
Margarita målar för det mesta i oljefärg, men arbetar också med akryl och akvareller. Motiven är oftast somriga naturbilder, eller stileben med dukade bord och blommor. Stadsmotiv och djurbilder förekommer också. Hon strävar oftast efter realism, men har även provat kubism och surrealism. 
Margarita målar ofta beställningsarbeten. Hennes tavlor finns på museum i Ryssland, samt i privat ägo i Lettland, Georgien, England, Ryssland och Sverige.
Hon har även sålt tavlor till Bostadsbolaget i Västervik, samt Högsby Konstförening och Gamleby konstförening.

## Utställningar
- Ryssland, 2001
- Stadsparken, Västervik, 2006 [4]
- Lilla Kulturbacken, 2007
- Höstsalongen, Västervik, 2009
- Egen utställning, Stockholm, november 2009
- Egen utställning tillsammans med vännen Britt Johansson, Ankarsrum, april 2012[5][6]

- Barnboksförfattare Annia Monahofs utställning, Stadsbiblioteket i Nässjö, december 2012 [7]
- Inspiration, Egen utställning, Galleri Cupé i Västervik, oktober 2017
- Smaka på Tjust, Restaurang Smedjan, september 2018